# Керендень
Керендень, Керендені (рум. Cărăndeni) — село у повіті Біхор в Румунії. Входить до складу комуни Лезерень.
Село розташоване на відстані 411 км на північний захід від Бухареста, 27 км на південний схід від Ораді, 115 км на захід від Клуж-Напоки, 138 км на північний схід від Тімішоари.

## Населення
За даними перепису населення 2002 року у селі проживали 207 осіб, з них 206 осіб (99,5%) румунів. Рідною мовою 202 особи (97,6%) назвали румунську.